# Kukinka
Kukinka (deutsch Neu Quetzin) ist ein Dorf in der Woiwodschaft Westpommern in Polen. Es gehört zu der Gmina Ustronie Morskie (Landgemeinde Henkenhagen) im Powiat Kołobrzeski (Kolberger Kreis). 

## Geographische Lage
Das Dorf liegt in Hinterpommern, etwa 115 Kilometer nordöstlich von Stettin und gut 10 Kilometer östlich von Kołobrzeg (Kolberg). Die Ostseeküste mit dem Ostseebad Ustronie Morskie (Henkenhagen) liegt etwa drei Kilometer nördlich des Dorfes. Etwa zwei Kilometer südlich liegt das Nachbardorf Kukinia (Alt Quetzin). 

## Geschichte
Das Dorf wurde im Jahre 1840 angelegt, indem der preußische Staat hier seinen Staatswald roden ließ, das Land aufteilte und als Bauernstellen vergab. Die Höfe der Neusiedler wurden locker und mit größeren Abständen entlang einem von Südwest nach Nordost führenden Landweg angelegt. Das so entstandene Dorf erhielt den Namen Neu Quetzin, in Anlehnung an den Nachbarort Quetzin, der dann den Namen Alt Quetzin erhielt. 
Neu Quetzin bildete zunächst eine eigene Landgemeinde im Kreis Kolberg-Körlin mit einem Gemeindegebiet von 117 Hektar (Stand 1864). Zu der Landgemeinde Neu Quetzin gehörte auch der um 1850 angelegte Wohnplatz Bocksberg. Im Jahre 1928 wurden die Landgemeinden Neu Quetzin und Alt Quetzin zu der neuen Landgemeinde Quetzin zusammengelegt. 
Nach 1945 kam Neu Quetzin, wie ganz Hinterpommern, an Polen. Der Ort erhielt den polnischen Ortsnamen „Kukinka“. 

## Entwicklung der Einwohnerzahlen
- 1864: 271 Einwohner[1]
- 1871: 190 Einwohner[1]
- 1885: 136 Einwohner[1]
- 1905: 140 Einwohner[1]